# Fabian Biörck
Carl Fabian (Fabian) Biörck (Jönköping, 21 oktober 1893 - Malmö, 27 september 1977) was een Zweedse turner. 
Biörck won met de Zweedse ploeg olympisch goud in de landenwedstrijd Zweeds systeem tijdens de Olympische Zomerspelen 1920.

## Resultaten

### Olympische Zomerspelen
| Jaar | Plaats    | Resultaten                           |
| ---- | --------- | ------------------------------------ |
| 1920 | Antwerpen | in de landenwedstrijd Zweeds systeem |